# Кумо-Маницька западина
45°42′54″ пн. ш. 44°06′18″ сх. д. / 45.715° пн. ш. 44.105° сх. д.
Кумо-Маницька западина (рос. Кумо-Манычская впадина) — тектонічне жолобоподібне пониження, яке відокремлює Східно-Європейську рівнину від Передкавказзя, розташована між високим правобережжям Волги й височиною Ергені на півночі і Ставропольської височиною на півдні. Є межею між Європою і Азією.
Ширина 20—30 км; у центральній частині звужується до 1—2 км.
У геологічному минулому (20-30 млн років тому) — протока сполучала нинішні Чорне та Каспійське моря, які утворювали велике Майкопське море. Довжина стародавньої Маницької протоки становила майже 500 км. Зв'язок між морями через Маницьку протоку то відновлювався, то припинявся, внаслідок чого сучасний рельєф водойм Манича дуже складний — безліч боліт, лиманів, островів і проток, що утворюють велику, давню і досить складну водну систему на півдні Європейської частини Росії, що має назву Манич.
На сході, де було пересихаюче річище Східного Манича, створений Кумо-Маницький канал, що живиться Терсько-Кумським каналом. Найсхідніша частина зайнята пониззям річки Кума.

## Рельєф і геологічна будова
Кумо-Маницька западина має тектонічне походження і розташована в прогині, який успадкований від зони розломів фундаменту, яка відділяє вал Карпінського від Ставропольського зводу, і його історія простежується з початку формування платформового чохла Скіфської плити. Негативна структура фундаменту відбивається у рельєфі у вигляді низовини ще в пермо — тріасу (приблизно 250 мільйонів років тому). У пізній крейді структури інтенсивно занурювалися і покривалися морем. Відродившись, прогин цей знову оформився як структура рельєфу в середньому і верхньому пліоцені, тобто 2-3 мільйони років тому.
Найбільшої висоти Маницька западина досягає у своїй центральній частині (приблизно від села Дивного до селища Зунда-Толга), але і цей рівень піднімається над рівнем світового океану всього лише на 20 метрів